# Hrabstwo Kent (Teksas)

Piramida wieku hrabstwa

Hrabstwo Kent – hrabstwo położone w USA, w stanie Teksas, z siedzibą w miasteczku Jayton. Utworzone w 1876 r. Jest jednym z najsłabiej zaludnionych hrabstw Teksasu i Stanów Zjednoczonych.
Hrabstwo należy do nielicznych hrabstw w Stanach Zjednoczonych należących do tzw. dry county, czyli hrabstw gdzie decyzją lokalnych władz obowiązuje całkowita prohibicja.

## Gospodarka
Gospodarka hrabstwa opiera się na wydobyciu ropy naftowej (36. miejsce w stanie – 2019) i w mniejszym stopniu wydobyciu gazu ziemnego, hodowli bydła i koni, oraz uprawie bawełny. 89% areału gospodarstw zajmują pastwiska.

## Sąsiednie hrabstwa
- Hrabstwo Dickens (północ)
- Hrabstwo Stonewall (wschód)
- Hrabstwo Fisher (południowy zachód)
- Hrabstwo Scurry (południe)
- Hrabstwo Garza (zachód)

## CDP
- Girard

## Drogi główne
- U.S. Highway 380
- State Highway 70
- State Highway 208